# Iwan Bałoha
Iwan Iwanowycz Bałoha, ukr. Іван Іванович Балога (ur. 10 listopada 1966 w Zawydowie w rejonie mukaczewskim) – ukraiński polityk, samorządowiec i przedsiębiorca, przewodniczący Zakarpackiej Rady Obwodowej (2010–2014), poseł do Rady Najwyższej. Brat Wiktora i Pawła, kuzyn Wasyla Petiowki.

## Życiorys
Ukończył Lwowski Instytut Ekonomii i Handlu w specjalności towaroznawstwo i organizacja handlu. Pracował na kierowniczych stanowiskach w kontrolowanych przez rodzinę zakarpackich przedsiębiorstwach.
W 2006 objął stanowisko zastępcy gubernatora obwodu zakarpackiego. Był radnym rejonu mukaczewskiego i radnym Zakarpackiej Rady Obwodowej, którą kierował w latach 2010–2014.
W przedterminowych wyborach parlamentarnych w 2014 wystartował w jednym z okręgów większościowych obwodu zakarpackiego, uzyskując mandat deputowanego VIII kadencji. W tych samych wyborach parlamentarną reelekcję w sąsiednich okręgach uzyskali obaj bracia i kuzyn.